# Boechera formosa
Boechera formosa là một loài thực vật có hoa trong họ Cải. Loài này được (Greene) Windham & Al-Shehbaz mô tả khoa học đầu tiên năm 2006.